# المضيض (ماوية)

تعديل مصدري - تعديل

المضيض  هي إحدى قرى مديرية ماوية بمحافظة تعز اليمنية، بلغ تعداد سكانها 783 نسمة حسب التعداد السكاني في اليمن في 2004.